# Улитка (картина)
«Улитка» (фр. L'escargot) — картина-коллаж французского художника Анри Матисса. Картина создавалась с лета 1952 по начало 1953 года. Она пигментируется гуашью на бумаге, вырезается и наклеивается на базовый слой белой бумаги.
С начала и до середины 1940-х годов здоровье Матисса ухудшалось, и он страдал от артрита. В конце концов, к 1950 году он перестал рисовать в пользу гуашей декупе, вырезов из бумаги. «Улитка» является главным примером этого заключительного корпуса работ.
Картина находится в коллекции Тейт Модерн в Лондоне.

## Описание
На картине изображены несколько цветных фигур, расположенных в спиральном узоре, как указано в названии. Анри Матисс сначала нарисовал улитку, а затем использовал цветную бумагу, чтобы интерпретировать ее. Композиция пар дополняет цвета: Матисс дал работе альтернативное название «La Composition Chromatique». 